# Minonoa pachitea
Minonoa pachitea is een vlinder uit de familie van de Dalceridae. De wetenschappelijke naam van de soort is voor het eerst geldig gepubliceerd in 1922 door Hopp.